# Mytilene (Schiff)
Die Mytilene war ein 1973 als Vega in Dienst gestelltes Fährschiff der griechischen NEL Lines. Sie stand seit 1992 mehr als 20 Jahre zwischen Piräus, Chios, Lesvos und Thessaloniki im Einsatz, ehe sie nach einem Maschinenschaden im Februar 2015 ausgemustert wurde. 2022 ging sie zum Abbruch ins türkische Aliağa.

## Geschichte
Die Vega entstand unter der Baunummer 379 in der Werft von Naikai Zōsen in Setoda (seit 2006 in Onomichi eingegliedert) und lief am 31. August 1973 vom Stapel. Nach der Ablieferung an die in Tomakomai ansässige Reederei Shin Higashi Nihon Ferry am 1. Dezember 1973 nahm das Schiff im selben Monat den Fährdienst von Tomakomai nach Sendai auf. Das Schwesterschiff der Vega war die 1974 als Virgo in Dienst gestellte und 2012 in der Türkei abgewrackte Rodanthi, die zuletzt ebenfalls unter griechischer Flagge fuhr.
Im Oktober 1990 ging die Vega in den Besitz der griechischen Maritime Company of Lesvos S.A. über, die sie in Mytilene umbenannten und 1991 in Perama umbauen ließen. Die Tonnage des Schiffes erhöhte sich dabei von 6.702 auf 9.124 BRT, die Passagierkapazität von 847 auf 1.735 Personen.

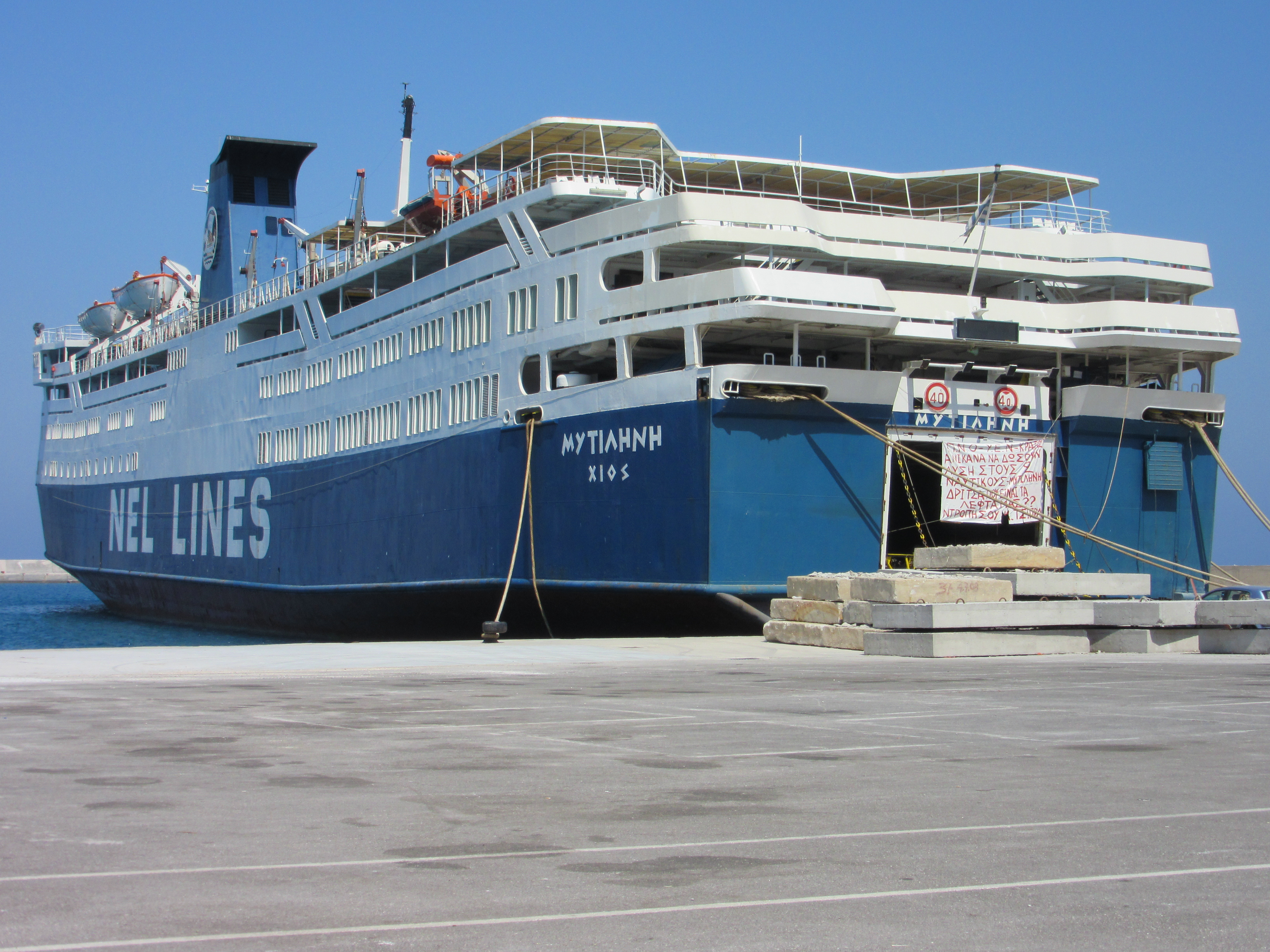
Mytilene in Karlovasi 2015.

1992 wurde die Mytilene von der NEL Lines auf der Strecke von Piräus über Chios nach Lesvos und Thessaloniki in Dienst gestellt, wo sie die nächsten 23 Dienstjahre verbringen sollte. Nach einem Maschinenschaden am 4. Februar 2015 wurde das Schiff am 5. Februar ausgemustert und in Karlovasi aufgelegt. Zuletzt ankerte die Mytilene neben der ebenfalls aufgelegten Penelope A in der Bucht von Eleusis. Im Mai 2022 wurde sie zum Abbruch ins türkische Aliağa verkauft und erhielt hierfür den verkürzten Überführungsnamen Lene.